# Grünes Russland
Grünes Russland (russisch Зелёная Россия Seljonaja Rossija) ist eine Fraktion der Partei Jabloko in Russland. Sie engagiert sich für Naturschutz und gegen die Kernenergie.

## Geschichte
Die Fraktion entstand 2006 aus der Partei Bund der Grünen Russlands. Dieser war es nicht gelungen, die juristischen Bedingungen für eine dauerhafte Registrierung als politische Partei zu erreichen.
Der 13. Kongress der Partei Jabloko beschloss im Juni 2006 die Aufnahme und Bildung der Fraktion „Grünes Russland“. Vorsitzender wurde Alexei Jablokow. Die Fraktion wurde die mitgliederstärkste und trug zu guten Wahlergebnissen in Sankt Petersburg, Karelien und anderen Regionen bei. 2013 hatte sie etwa 3000 Mitglieder.

## Aktivitäten
Die Fraktion „Grünes Russland“ setzt sich für den Schutz der Natur, für verbesserte Umweltbedingungen in Städten und Industrieregionen, für die Erhaltung von Wäldern, die Sauberkeit von Gewässern und andere Umweltschutzfragen ein, sowie engagiert sich gegen die Gefahren der Kernenergie.
Sie führt Konferenzen, Symposien und Informationsveranstaltungen durch und veröffentlicht Publikationen über diese Themen.
Die Fraktion ist assoziiertes Mitglied der Europäischen Grünen Partei.

## Bekannte Mitglieder
- Alexei Jablokow, Vorsitzender, Gründer von Greenpeace UdSSR
- Olga Zepilowa, stellvertretende Vorsitzende, 2007 zu einer der 47 weltweit bedeutendsten Umweltschützer gewählt (The Times)
- Nikolai Rybakow, Mitglied von Transparency International Russland
- Jewgeni Witischko, Umweltschützer